# Maria Anzbach
Maria-Anzbach je městys v rakouské spolkové zemi Dolní Rakousy, v okrese St. Pölten. Žije zde přibližně 3 100 obyvatel.

## Geografie
Obec leží přibližně 25 km západně od Vídně.

### Sousední obce
| Růžice kompasu | Neulengbach   |       | Asperhofen | Růžice kompasu |
| Růžice kompasu |               | Sever | Pressbaum  | Růžice kompasu |
| Růžice kompasu | Maria Anzbach |       | Pressbaum  | Růžice kompasu |
| Růžice kompasu | Jih           |       | Pressbaum  | Růžice kompasu |
| Růžice kompasu | Altlengbach   |       | Eichgraben | Růžice kompasu |